# Mama Quilla
Nella mitologia inca, Mama Quilla (Mama Killa in quechua) era la dea della luna, protettrice delle donne sposate. Era rappresentata con un disco dorato con una faccia umana.
Secondo i miti, era figlia di Viracocha e Mama Cocha e sorella e sposa di Inti, il dio del sole.
Era inoltre la madre di Manco Cápac, il primo sovrano inca, di sua moglie Mama Ocllo e di Kon.
Veniva considerata come la madre del firmamento e una sua statua era conservata nel Tempio del Sole, nel quale le rendeva culto un ordine di sacerdotesse.
A Mama Quilla era particolarmente rivolto il fervore religioso delle donne che vedevano in lei una madre capace di comprendere i loro timori e in grado di concedere loro il riparo desiderato.